# Merodeador (Marvel Comics)
El Merodeador es el alias utilizado por varios personajes ficticios que aparecen en los cómics estadounidenses publicados por Marvel Comics. Estos personajes se representan principalmente como adversarios o aliados del Hombre Araña. Todas las encarnaciones visten un traje de batalla verde y morado con una capa y guanteletes con garras. Creado por el escritor Stan Lee y los artistas John Buscema y Jim Mooney, el personaje fue presentado en The Amazing Spider-Man # 78 (noviembre de 1969); a John Romita Jr., de 13 años, se le ocurrió el nombre y el disfraz del personaje, aunque finalmente solo se mantuvo el nombre.
En la corriente principal del Universo Marvel, el primer y más notable personaje en asumir el alias de Merodeador fue el adolescente afroamericano Hobart "Hobie" Brown, quien creó la tecnología y comenzó como un ladrón, entrando en conflicto con Peter Parker como Spider-Man. Después de ser atrapado, se sintió agradecido de que el héroe no lo hubiera entregado a la policía y le aconsejó que, en cambio, reconsiderara su vida, lo que hizo; eventualmente terminando como uno de los aliados más viables de Spider-Man y un superhéroe él mismo. Dentro de esta continuidad, la identidad de Merodeador también fue asumida brevemente por un ladrón de gatos sin nombre (conocido como el "Segundo Merodeador") y el médico interno Rick Lawson, ambos de los cuales eran supervillanos. En el universo alternativo de Ultimate Marvel, el alias de Prowler fue utilizado por el criminal de carrera Aaron Davis usando equipo robado y fue un adversario recurrente de su sobrino Miles Morales como Spider-Man hasta su eventual redención.
Tanto Hobie Brown como Aaron Davis han aparecido en varias adaptaciones de medios como los videojuegos; el primero ha aparecido principalmente en series animadas, mientras que el segundo, a la inversa, El Merodeador ha aparecido en el cine interpretado por Donald Glover como Aaron Davis en la película de acción en el Universo Cinematográfico de Marvel para Spider-Man: Homecoming (2017) y en un cameo live-action en la película Spider-Man: Across the Spider-Verse (2023); Mahershala Ali interpreta en voz al personaje en la película animada Spider-Man: Into the Spider-Verse (2018) y sus secuelas en versiones alternativas, Jharrel Jerome expresa una encarnación original de Miles G. Morales del Merodeador en Across the Spider-Verse.

## Historia de publicación
El original Merodeador fue un criminal convertido en superhéroe llamado Hobie Brown. Debutó en The Amazing Spider-Man #78 (noviembre de 1969). Hobie Brown fue creado por Stan Lee (escritor), John Buscema y Jim Mooney (artistas), siguiendo una "sugerencia" por un joven John Romita, Jr. después de la " sugerencia "por John Romita, Jr. El personaje finalmente apareció en su propio cómic en solitario The Prowler.
Varios otros personajes también han tomado la identidad del Merodeador: la segunda versión apareció por primera vez en Peter Parker, The Spectacular Spider-Man # 47 (octubre de 1980), y fue creada por Stan Lee (escritor) y Steve Ditko (artista). La tercera versión (Rick Lawson) apareció por primera vez en Sensational Spider-Man # 16 (mayo de 1997), y fue creada por Todd DeZago (escritor) y Mike Wieringo (artista).
Una iteración de Ultimate Marvel (Aaron Davis) apareció por primera vez en Ultimate Comics: Spider-Man # 1 (noviembre de 2011), y fue creada por Brian Michael Bendis (escritor) y Sara Pichelli (artista).

## Biografía ficticia del personaje

### Hobie Brown
Hobie Brown es la iteración original del Merodeador. Nació en Bronx, Nueva York, era un adolescente afroamericano brillante pero enojado que fue despedido de su trabajo de lavaplatos. Con la intención de usar sus habilidades de ingeniería para beneficio personal, ideó un plan para robar objetos disfrazados de supervillanos y luego devolverlos como Hobie.
Hobie se puso su disfraz verde y morado de "Prowler" por primera vez, se dispuso a robar la oficina de nóminas del Daily Bugle, pensando que eso le daría una rápida publicidad. Sin embargo, fue atrapado en el acto por Peter Parker. Mientras luchaba con Peter, llamó la atención del editor J. Jonah Jameson. Parker, sin poder derrotar a Merodeador sin revelar su propia identidad secreta, logró lanzarse por una ventana durante la lucha y usó poderes de araña para salvarse una vez que estaba afuera. Traumatizado por los acontecimientos, el sacudido Hobie escapó al techo del edificio, solo para ser enfrentado por Spider-Man. Spider-Man venció y desenmascaró a Hobie, pero se dio cuenta de que solo era un niño incomprendido (muy parecido a Peter) al que el informante le aconsejó que se deshiciera de su vida de criminal y se redimiera. Hobie tomó en serio este consejo y desde entonces se ha convertido en un ciudadano modelo. Más tarde, Hobie se hizo pasar por Spider-Man a petición del héroe, Spider-Man con una máscara de telaraña, para convencer a los amigos de Peter de que él no era Spider-Man. Peter confesó la verdad mientras sufría delirio debido a la gripe, creando así la impresión de que Peter simplemente se había confundido. Hobie se convenció de que Spider-Man estaba involucrado de alguna manera en la muerte del capitán de la policía, George Stacy, y trató sin éxito de llevar a Spider-Man a la justicia. Hobie eventualmente se casó con su amor Mindy S. McPherson, y se estableció en una carrera como trabajador de la construcción.
Hobie comenzó a cuidar a su "hermano pequeño", Manuel "Manny" López, como parte del programa Gran Hermano. Cuando Manny fue asesinado, Merodeador cree que el original White Tiger fue el responsable, y trató de llevar al White Tiger a la justicia. Merodeador intentó unirse al grupo de superhéroes de Los Defensores, sólo para ser arrojado en el puerto por Valquiria, momento en que decidió retirarse de su identidad. El equipo de Merodeador fue robado después por el "ladrón de guante blanco", que se convirtió en el II Merodeador que comete crímenes por la criminal de la moda Bella Donna. Brown estaba ansioso por unirse a la búsqueda de los ladrones, pero Spider-Man insistió en que se quedara en casa para no meterse en problemas ya que el nuevo Merodeador había cometido un delito de asesinato. El segundo Merodeador fue derrotado posteriormente por Spider-Man, el equipo robado fue devuelto a Brown.
Merodeador más tarde apareció en California durante el libro de Peter Parker "Redes". Es visto por primera vez atacando al Zorro Negro (Raul Chalmers) por la posesión de un cáliz, para mantener a Mindy fuera de la cárcel. Mindy aceptó un trabajo de contabilidad en Transcorp Nueva York. La compañía se vio atrapada en algunos negocios de acciones turbias y Mindy fue creada y culpada por los delitos. Al ver la única manera de limpiar el nombre de Mindy, Hobie volvió a ponerse su disfraz de Merodeador y encontró los libros de los que se había acusado a Mindy de robar. Escondió los libros en un chip de información y puso el chip de información en el cáliz, donde nadie lo buscaría. Merodeador y Spider-Man se unen para enfrentarse al Zorro Negro con el fin de recuperar la posesión del cáliz. Hobie reivindicó a su esposa por cargos de fraude de acciones con la ayuda de Spider-Man y Zorro Negro.
El Merodeador más tarde trató de reivindicar a Spider-Man de un crimen, y se encontró por primera vez a Silver Sable y Los Forajidos (incluyendo villanos rehabilitados como Hombre de Arena, Rocket Racer y Puma). Sus diseños de seguridad fueron robados por Justin Hammer; Hobie demostró las fallas en los diseños durante un encuentro con los mercenarios de Hammer. Hobie luchó contra su hermano Abe Brown (miembro de los Hijos del Tigre) como una prueba de iniciación para Silver Sable. Merodeador se unió a Spider-Man y los Forajidos en contra de Los Vengadores y Fantasma del Espacio. Merodeador fue contratado junto con los Forajidos para retirarse a un dispositivo nuclear Simkariano en Inglaterra. Merodeador luego se unió formalmente a los Forajidos, para rescatar a la hija secuestrada de un funcionario canadiense.
Su vestuario y equipos fueron robados por Nightcreeper, y el Merodeador luego combatió a Nightcreeper y el Buitre. También se reveló en esta historia que el hermano del Merodeador es Abraham Brown.
Más tarde, Hobie se paralizó durante el Gran Juego. En seguimiento de las apariencias, comenzó a recuperar el movimiento de sus miembros paralizados. La evidencia sugiere que su parálisis fue más el resultado de los trastornos mentales en lugar de daños físicos, ya que se sentía frustrado por el reciente robo de su traje, eventualmente recuperando la movilidad completa. Mientras se recuperaba, Brown le proporcionó a Spidey un jetpack utilizado al asumir la identidad de Avispón durante la historia de Identity Crisis.
El Merodeador fue capturado por S.H.I.E.L.D. en el tie-in de la Guerra Civil de Ms. Marvel.
Escapando del encarcelamiento, asistió al velatorio de Stilt-Man, junto con muchos otros villanos y ex-villanos. El Merodeador escapó por poco de una lesión como Spider-Man y Puma lo escoltó desde el despertar poco antes de que fuera bombardeado por el Punisher.
Cuando Peter Parker convirtió a Industrias Parker en una franquicia global con Spider-Man actuando oficialmente como un "guardaespaldas" como parte de la marca All-New, All-Different Marvel, Hobie Brown es contratado para actuar como Spider-Man en situaciones donde el público. Esperaría ver a Peter y Spider-Man en el mismo lugar. Después de la lucha contra la secta Piscis de Zodiac, Peter le dice a Hobie que se ponga su disfraz de Merodeador y que recuperen el Webware juntos antes de que Zodiac deshaga su encriptación.
Antes de la historia y el cruce de The Clone Conspiracy queriendo saber más sobre New U Technologies, Peter envió a Merodeador a infiltrarse. Terminó encontrando a Electro (Francine Frye). Merodeador fue perseguido por Electro y murió accidentalmente. Posteriormente, la doctora Rita Clarkson llevó a Spider-Man a donde estaban retenidas algunas personas que fueron sometidas al tratamiento de New U Technologies. El Prowler estaba entre esas personas, ya que resultó que no fue asesinado por Electro. ulia Carpenter más tarde habla con el verdadero Merodeador que acaba de salir del sueño criogénico y le cuenta las acciones de su clon. Luego se ve a Hobie hablando con Peter sobre su futuro, preguntándose qué dirección tomará. Luego se dirige a casa, donde se ve por última vez en conflicto acerca de su propia identidad.

### Ladrón de guante blanco
En una historia de The Spectacular Spider-Man #47 (1980), Bella Donna roba el traje y el equipo de Brown y se asuelda, convirtiéndose en el nuevo Merodeador, el ladrón de guante blanco al que Spider-Man originalmente combatió en Amazing Spider-Man #30. Ese criminal, que llevaba una versión más simple del traje de Brown, mató accidentalmente a un guardia en uno de sus crímenes. El perfil de la silueta de ese Merodeador está confundido por los testigos lo suficiente para tener a Spider-Man implicado en el asesinato. Finalmente, Spider-Man captura tanto a Belladona y su cómplice, limpió su nombre, y devolvió el equipo robado a Brown. Este Merodeador fue visto más tarde en la " Barra sin nombre" asistiendo al velatorio de Stilt-Man, identificándose como el" Segundo Merodeador". Tuvo una breve pelea con el Merodeador original en el funeral de Stilt-Man. Poco después de que Merodeador se fue, Punisher envenenó las bebidas de los invitados y voló el lugar. Más tarde se mencionó que "todos tenían que bombear sus estómagos y ser tratados por quemaduras de tercer grado".

### Rick Lawson
Rick Lawson robó el traje del Merodeador cuando Hobie se presentó con una lesión en la espalda, cuando fue llevado al hospital, su traje estaba en parte cortado para ocultar su identidad de superhéroe, pero sus amigos no estaban dispuestos a arriesgarse mudándolo debido a su lesión en la espalda y así una parte del traje quedó avisado a Rick. Con este traje, Rick robó tanto a los pacientes en la UCI y se vengó de aquellos que lo habían "agraviado" en el pasado, como un capataz de la construcción que lo despidió cuando necesitaba el trabajo para completar la escuela de medicina. Se encontró con el Buitre, que se rejuveneció e intentó matar a todos los que lo conocieron como un hombre viejo; él confundió a Rick por Hobie y no estaba preocupado acerca del error. Se las arregló para herir gravemente a Rick al rozarle el pecho con sus alas, pero no pudo matar a Rick cuando Spider-Man interrumpió la lucha. Como Spider-Man derrotó al Buitre, Rick fue llevado al hospital y el traje de Merodeador fue devuelto a Hobie, que comenzó a recuperarse de su parálisis.

## Poderes y habilidades
Merodeador no tiene poderes sobrehumanos, pero es, naturalmente, un inventor, especialmente en el campo de la neumática, a pesar de que no tiene educación formal en la ciencia. Se basa en una serie de trucos técnicos que ha creado. El Merodeador lleva modificados overoles entrelazados con tela de mezclilla y estirados, equipados con pulseras y tobilleras con cartucho de gas capaces de propulsar proyectiles a alta velocidad. Su arsenal de proyectiles incluyen dardos de acero ("flechillas"), balas de gases, pequeños explosivos, bengalas de magnesio y líquido de limpieza. Merodeador ha conocido por usar la ayuda de hipnosis y armas convencionales de mano. Lleva guantes de acero con puntas para escalar paredes, y el botas insuladas de goma espuma absorbente de golpes. También lleva una capa que contiene una red de filamentos que se expanden con neumáticos de aire para darle una estructura rígida, lo que le permite planear por distancias cortas.
Un genio tecnológico, que también diseñó el arnés de ala cibernéticamente controlada utilizada por Peter Parker en el alter ego del Avispón durante Spider-Man: Crisis de Identidad, aunque él mismo era incapaz de usarlo debido al peso.
Hobie es un experto combatiente cuerpo a cuerpo, y posee un cinturón verde en taekwondo.

## Otras versiones

### House of M
En la línea de tiempo alterada de la historia de "House of M", Hobie Brown se desempeña como técnico en la resistencia de Luke Cage.

### Marvel Zombies
Un zombificado Merodeador es visto en Días Muertos en The Ultimate Fantastic Four. Se le representa en una escena de pie cerca de la parte de Tigra en el diseño de 2 páginas de los zombis.

### Ultimate Marvel
Las versiones Ultimate Marvel de Hobie Brown y Rick Lawson se mencionan en una lista de ladrones de gatos en la base de datos Daily Bugle.

#### Aaron Davis
La última encarnación de Merodeador es Aaron Davis, el tío de Spider-Man (Miles Morales) y el hermano de Jefferson Davis.
Mientras que Jefferson se reformó al casarse con Río Morales, Aaron nunca llegó y se convirtió en el ladrón "Merodeador". Merodeador irrumpe en un laboratorio abandonado de Oscorp para robar una pequeña caja roja y otros artículos raros de una caja fuerte, pero la araña genéticamente alterada de Oscorp se metió en su bolsa de lona sin su conocimiento. Miles más tarde visita el apartamento de su tío y es mordido por la araña. Después de que Miles se desmaya y recupera la conciencia, Jefferson le prohíbe a Aaron pasar tiempo con Miles por su vida criminal. Durante una visita a la Ciudad de México, Aaron lucha contra el jefe del crimen mexicano Escorpión. Cuando su trato con Escorpión va mal, es detenido por las autoridades mexicanas. Al regresar a Nueva York, Merodeador interroga a Tinkerer (Elijah Stern) sobre Norman Osborn. Al darse cuenta de que su sobrino fue mordido por una araña Oscorp, Merodeador mata a Tinkerer para mantener esto en secreto. Luego se atribuye la tecnología de Tinkerer: un traje eléctrico, un traje alado y guanteletes eléctricos. Davis usa su traje alado en un vano intento de matar a Escorpión. Al día siguiente, Davis se enfrenta a su sobrino acerca de ser el nuevo Spider-Man. Davis inicialmente convence a Miles para que lo ayude a derrotar a Escorpión, sin embargo, Spider-Man se da cuenta de la explotación de su tío. Cuando Miles decide romper su relación, Aaron amenaza con decirle a Jefferson y Rio la identidad secreta de su sobrino. Spider-Man finalmente se mete en una pelea con Aaron que resulta en la explosión de los guanteletes de Aaron, lo que lo mata, pero no antes de acusar a su sobrino de ser igual que él. Un año más tarde, Spider-Man descubre que Aaron fue contratado para entrar en Oscorp por Phillip Roxxon, y se reveló que era un conocido criminal de Turk Barrett cuando él y Jefferson solían cometer varios delitos en su juventud.
Algún tiempo después de la trama de "Secret Wars", se ve a Davis en la Tierra-616 vivo y bien. Equipado con una armadura de Araña de Hierro recolorado, formó su versión de Seis SIniestros (que consiste en Bombshell (Lori Baumgartner), Electro (Francine Frye), Hobgoblin, Hombre de Arena y Mancha), y logra reunirse con Spider-Man tratando de detenerlo. A pesar de los intentos de Spider-Man, los Seis Siniestros realizó el atraco de Davis y se embarcó en un helicóptero S.H.I.E.L.D. retirado del servicio. Cuando los Campeones interrumpieron una reunión con Lucia von Bardas. Como comprador, Spider-Man intentó razonar y convencer a su tío de que podía ser mejor. Aunque el caos resultó en su aparente muerte, Davis resultó estar vivo, aparentemente creyendo que su sobrino tiene razón e indicando que había renunciado a una vida de crimen.
Esto fue usado como la base para la versión en Homecoming. y Spider-Man: Into the Spider-Verse.

### Spider-Verse

#### Miles Morales
En la Tierra-42, vista en Spider-Man: Across the Spider-Verse, el Merodeador es Miles Morales y éste captura al Miles Morales de la Tierra-1610.

### Spider-Gwen
En las páginas de Spider-Gwen que tienen lugar en la Tierra-65, Hobie Brown es miembro de la Pandilla Yancy Street. Él y la pandilla de Yancy Street buscaban a Spider-Woman (Gwen Stacy) y estaban pintando grafiti en un cartel que atacaba a Spider-Woman cuando el oficial Ben Grimm intentó atraparlos. Sin embargo, presenciaron como el oficial Grimm es atacado y secuestrado por el Buitre.

### Amazing Spider-Man: Renueva tus votos
Durante la historia de "Secret Wars" en las páginas de Amazing Spider-Man: Renew Your Vows, Merodeador es parte de la resistencia secreta S.H.I.E.L.D. contra Regent.

## En otros medios

### Televisión
- Hobie Brown apareció en Spider-Man episodio "El Merodeador" con la voz de Tim Russ. Su primera aparición fue trabajando para un señor del crimen llamado Iceberg (con la voz de Lawrence Mandley) y sentía que no estaba ganando su corte justo por el trabajo que estaba haciendo. Cuando Iceberg descubrió que Hobie le estaba robando, tenía a sus hombres tratando de matar a Hobie. Después de escapar por los pelos de ese destino y descubrir que su novia se había enamorado de alguien más, él sabía que necesitaba salir de la ciudad. Se robó el bolso de una transeúnte, a fin de financiar su nuevo viaje. Resultó ser el bolso de Mary Jane cuando ella y Peter Parker estaban en el proceso de búsqueda de apartamento. Brown fue detenido por Spider-Man y enviado a la cárcel por violar su libertad condicional. Mientras está en la cárcel, salva a Richard Fisk de un atentado contra su vida. Como pago, Kingpin se encarga de un abogado de tiro caliente para permitir la liberación de Hobie y le da un traje especial de batalla. Tomó el traje de batalla en un periodo de prueba y tuvo un encuentro con Spider-Man quien se las arregló para evadir. Él usó el traje de batalla para vengarse de Iceberg y derrocarlo. Hay ataduras sin embargo, como Hobie considera que se produce un choque con su traje cuando contacta a Kingpin y le dice que él va a arreglar el traje si Merodeador sigue trabajando para Kingpin. Merodeador busca a Peter Parker y le cuenta su historia desde que Peter sabe cómo llegar hasta Spider-Man. Fue descubierto por Spider-Man que el Kingpin ha cableado el traje para que lo electrocute si desobedece y el cinturón del traje lo detonará si lo manipula. Él hace equipo con Spider-Man contra el Kingpin y destruyen los controles al cinturón para que no detone y el traje de Merodeador es recargado. Hobie renuncia a la delincuencia para que pueda tener la oportunidad de volver a una normal 'buena' vida.
- Hobie Brown aparece en la serie The Spectacular Spider-Man como uno de los compañeros de clase de Peter. Él, junto con Peter y Harry Osborn intentan entrar en el equipo de fútbol de la escuela, y hace el corte. Una broma recurrente en la serie lo tiene sin un paper vocal, y normalmente lo interrumpen cuando trata de hablar. Charles Duckworth le da voz a Hobie cuando tiene su primer papel hablado en el episodio "Noche de Apertura". No aparece como Merodeador en la serie porque la serie fue cancelada antes de que los planes para la aparición del Merodeador fuesen hechos.
- La encarnación de Hobie Brown de Merodeador aparece en el episodio de Spider-Man de 2017 "Bring on the Bad Guys" Pt. 3, expresado por Nathaniel J. Potvin.[54] En esta versión, adquirió su armadura de su hermano Abraham (voz de Ogie Banks) y fue empleado por Silvermane para ayudar a capturar la recompensa de Spider-Man después de un robo fallido con su fracaso que resultó en la muerte de Abraham. Merodeador intenta derrotar a Spider-Man. Sin éxito en el encuentro, los dos formaron una alianza reacia para salvar a Abraham de Silvermane. Mientras Abraham sale corriendo para llamar a la policía, Spider-Man y Merodeador luchan contra Silvermane. Después de la derrota de Silvermane, Merodeador agradece a Spider-Man, dándole una batería esencial para el proyecto de ciencia de este último en el proceso.

### Cine
- Aaron Davis aparece en Spider-Man: Homecoming, interpretado por Donald Glover.[55][56] La adaptación de la película muestra al personaje como un pequeño artista que tiene algo de moral. Herman Schultz y Jackson Brice estaban en medio de venderle tecnología avanzada cuando fue interrumpido por Spider-Man. El héroe titular más tarde se enfrenta a Davis cuando está terminando sus compras de comestibles y pasa su mano al coche, donde Spider-Man le pregunta sobre el plan de Adrian Toomes / Buitre. Davis da información sobre la última venta de Buitre con un ex conocido con el fin de mantener estas armas fuera de las calles y buscar a su sobrino. Spider-Man se va para enfrentar al Buitre, mientras afirma que la red en la que está se disolverá en un par de horas. Una escena eliminada después de los créditos muestra a Aaron tratando de usar sus llaves para quitarse la cinta de la mano, sin ningún efecto, y llama a su sobrino informando que se perderá un evento.[57]
- La encarnación de Aaron Davis de Merodeador aparece en la película animada Spider-Man: Un nuevo universo, con la voz de Mahershala Ali.[58] Esta versión fomenta la pasión de Miles Morales por el grafiti y persigue a una chica que conoce como "Gwanda". Como Prowler, él trabaja para Kingpin y ayuda al Duende Verde en la lucha contra Spider-Man. Miles más tarde descubre que su tío es Prowler. Acompaña al Doctor Octopus, Escorpión y Tombstone en el ataque a la casa de May Parker. Aaron acorrala al nuevo Spider-Man, pero se niega a matarlo cuando se entera de que es Miles. Kingpin mata a Prowler por esto, y Jefferson confunde al nuevo Spider-Man como el asesino de Aaron. Las autoridades finalmente descubren que Kingpin es el asesino de Aaron, lo que lleva a su arresto después de que Miles lo derrota.
  - Ali repite su papel de Aaron Davis en Spider-Man: Across the Spider-Verse (2023) como una versión imaginada en la mente de Miles, y también interpreta al Aaron Davis de la Tierra-42 que nunca se convirtió en el Merodeador. Jharrel Jerome da voz a una versión de Miles Morales de la Tierra-42, que estaba destinado a convertirse en Spider-Man, solo para convertirse en el Merodeador en su lugar, debido a que Miles fue mordido por la araña desplazada de dimensión destinada a él. Para distinguir esta versión del personaje del personaje principal, Miles Morales, con la voz de Shameik Moore, Jerome es acreditado como "Miles G. Morales / The Prowler".[59]
  - Además, Donald Glover retrata una vez más una versión de acción en vivo del Merodeador que ha sido capturado por Spider-Society.[60]

### Videojuegos
- Merodeador hizo su debut en el videojuego Spider-Man: Amigo o Enemigo con la voz de Chris Gardner. Es uno de los muchos personajes que ayudan a Spider-Man en la lucha contra la invasión. Él es uno de los personajes que aparecen unidos a S.H.I.E.L.D. antes de Spider-Man. En este juego, no lleva capa, pero aún se utiliza sus barreras recipientes.
- Hobie Brown aparece como un personaje jugable en el videojuego Spider-Man Unlimited como Merodeador y Spider-Punk.[61]
- Merodeador también aparece en el videojuego Spider-Man: Miles Morales, lanzado el 12 de noviembre de 2020 para PS4 y PS5. En el título, Aaron Davis descubre que el nuevo arácnido es en realidad su sobrino Miles, a quien ayudará y guiará en algunas misiones. Luego, Prowler librará un combate con Miles en las líneas de los subterráneos, después de haberlo capturado para evitar que se enfrente a Tinkerer. En el juego cuenta con su característico traje, pero no lleva capa.
- También aparece en Fortnite, como skin de personaje que se podía desbloquear mediante pase de batalla. Utilizaba capa y el resto de su atuendo característico. Por ser de un pase de batalla anterior, ya no es posible desbloquearlo.
- Merodeador aparece como personaje jugable en Marvel Contest of Champions.[62]

### Comic strip
- La versión Hobie Brown de Merodeador apareció en una historia temprana en la historia de la tira cómica The Amazing Spider-Man, "The Prowler". El armamento de guanteletes de esta versión estaba restringido a explosiones de aire comprimido.[63]